# Nassarius scissuratus
Nassarius scissuratus är en snäckart som först beskrevs av Dall 1889.  Nassarius scissuratus ingår i släktet nätsnäckor, och familjen Nassariidae. Inga underarter finns listade i Catalogue of Life.